# Mombeltrán
Mombeltrán ist eine Kleinstadt und eine Gemeinde (municipio) mit 916 Einwohnern (Stand: 2024) im Süden der Provinz Ávila in der Autonomen Region Kastilien-León in Zentralspanien. Der historische Ortskern ist als Kulturgut (Bien de Interés Cultural) in der Kategorie Conjunto histórico-artístico anerkannt.

## Lage und Klima
Der Ort Mombeltrán liegt in den Hügeln auf der Südseite der Sierra de Gredos in einer Höhe von ca. 685 m ungefähr 75 km (Fahrtstrecke) südwestlich von Ávila. Das Klima ist gemäßigt bis warm; der eher spärliche Regen (ca. 385 mm/Jahr) fällt mit Ausnahme der trockenen Sommermonate übers Jahr verteilt.

## Bevölkerungsentwicklung
| Jahr      | 1857  | 1900  | 1950  | 2000  | 2017  |
| Einwohner | 1.273 | 1.699 | 2.216 | 1.169 | 1.070 |

Die Mechanisierung der Landwirtschaft, die Aufgabe bäuerlicher Kleinbetriebe und der daraus resultierende Verlust an Arbeitsplätzen auf dem Lande haben seit der Mitte des 20. Jahrhunderts zu einem deutlichen Rückgang der Bevölkerung geführt.

## Wirtschaft
Mombeltrán und sein Umland sind traditionell landwirtschaftlich orientiert, aber auch Kleinhändler, Handwerker und Dienstleister haben sich im Ort niedergelassen. Heute spielt der Tourismus in Form der Vermietung von Ferienwohnungen (casas rurales) eine nicht unwesentliche wirtschaftliche Rolle.

## Geschichte
Das Gebiet war in vorrömischer Zeit vom keltischen Volksstamm der Vettonen besiedelt; eine Höhenfestung (Castro del Raso) befindet sich ca. 40 km westlich. Römische, westgotische und selbst maurische Spuren wurden nicht entdeckt und so beginnt sie Geschichte des Ortes wahrscheinlich erst nach der Rückeroberung (reconquista) der Gegend durch den König Alfons VI. von León und der anschließenden Wiederbesiedlung (repoblación) durch Christen aus dem Norden, aber auch durch Mozaraber aus dem Süden im späten 11. Jahrhundert. Um das Jahr 1250 lautete der urkundlich überlieferte Ortsname El Colmenar; später dann Colmenar de Arenas. Ab dem Jahr 1430 bis zu seinem Tode im Jahr 1453 war Álvaro de Luna der örtliche Grundherr (señor); von ihm ist jedoch keine Bautätigkeit überliefert. Der Ort nahm einen ungeahnten Aufschwung in der zweiten Hälfte des 15. Jahrhunderts als Beltrán de la Cueva, der ehemalige Günstling Heinrichs IV. von Kastilien und mutmaßliche Liebhaber der Königin beschloss, sich hier niederzulassen.

## Sehenswürdigkeiten

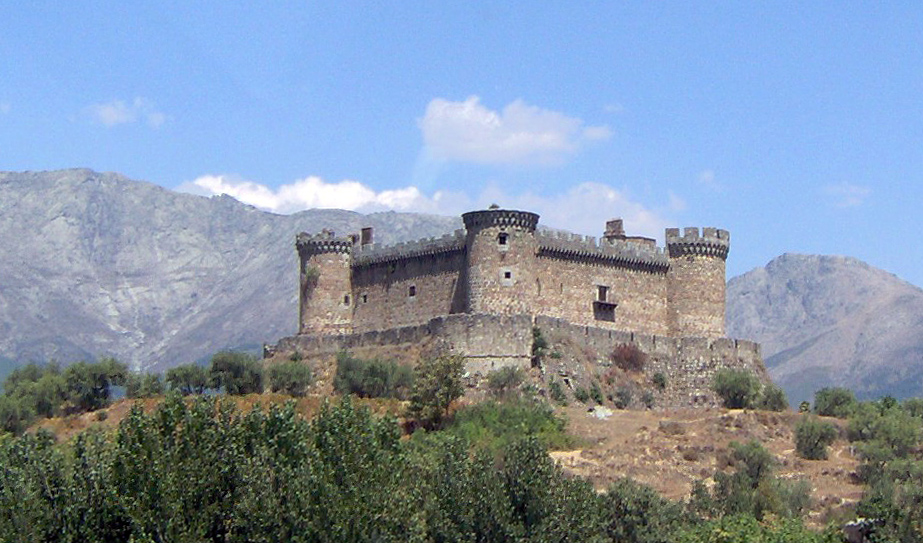
Castillo de Mombeltrán

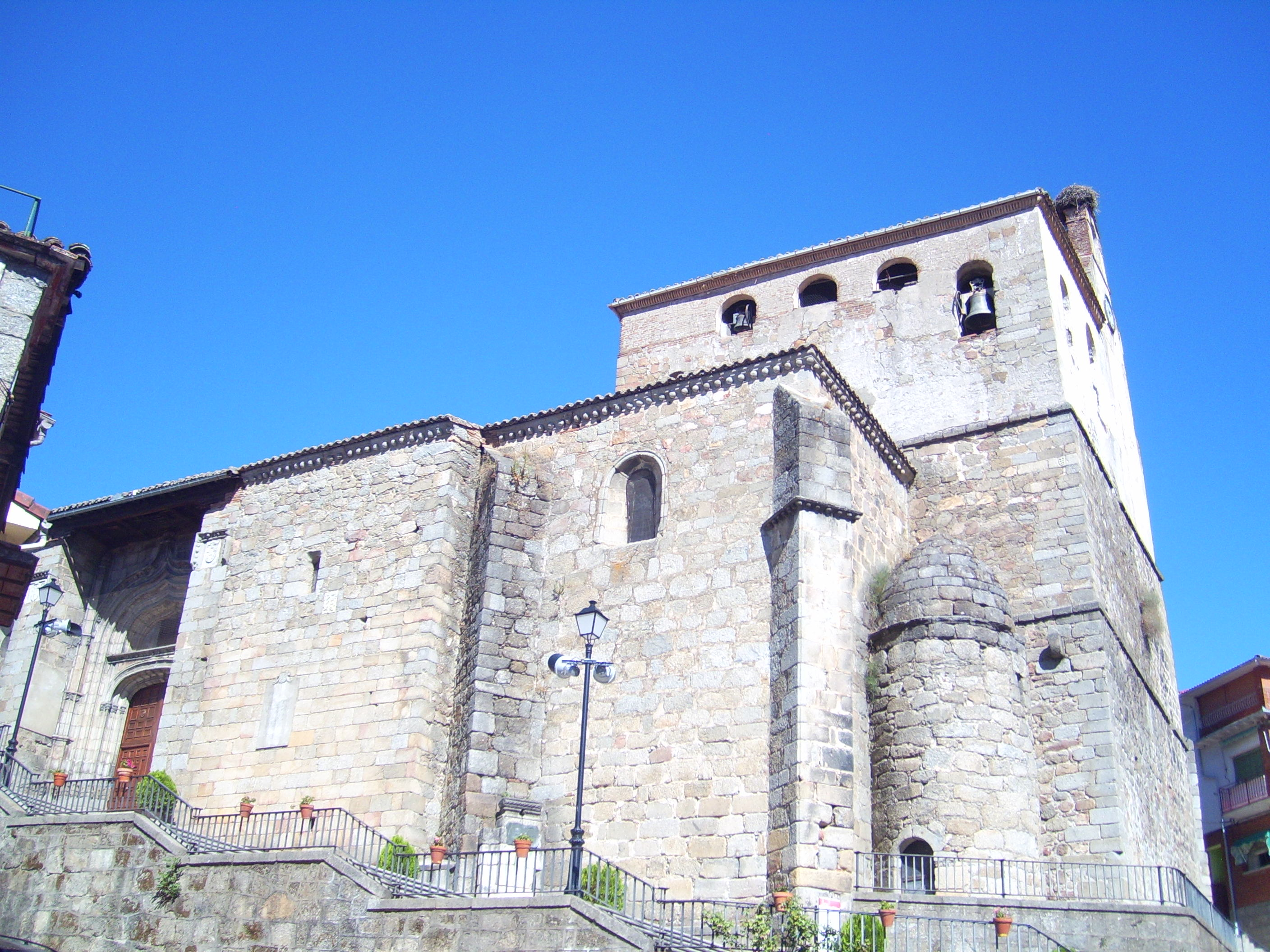
Iglesia de San Bautista

- Die am Stadtrand gelegene Burg (castillo) wurde ab 1461 von Beltrán de la Cueva († 1492), dem 1. Herzog von Alburquerque erbaut, dem auch die Burg von Cuéllar gehörte; als Architekt wird manchmal Juan Guas genannt. Die Burg hat einen quadratischen Grundriss mit vier ungleich runden Ecktürmen. An die Außenmauern schmiegten sich der auf Stützen ruhende Wohntrakt und die Wirtschaftsgebäude; ein Bergfried (torre del homenaje) fehlt. Sein Nachfolger ließ den ehemals vorhandenen Burggraben zuschütten und die Zugbrücke abbauen; dafür schuf er ein neues freistehendes Burgtor im Stil der Renaissance. Besondere Aufmerksamkeit verdient die halb unterirdische gelegene Burgkapelle.[5]
- Die ebenfalls in der zweiten Hälfte des 14. Jahrhunderts im Auftrag von Beltrán de la Cueva entstandene Iglesia de San Juan Bautista ist Johannes dem Täufer geweiht. Sie hat bei genauem Hinsehen durchaus den Charakter einer Wehrkirche, was vor allem in der Aufstockung der Apsis und der geringen Größe der hochliegenden Fenster deutlich wird. Ein monumentales, aber figurenloses Kielbogenportal im Stil der Spätgotik führt in die dreischiffige und zusätzlich noch mit Seitenkapellen versehene Hallenkirche, die zahlreiche Altäre, Figuren und Gemälde beherbergt.[6]
- Die Iglesia de la Soledad ist eine Kapelle aus dem 18. Jahrhundert im klassizistischen Stil.
- Das Hospital de San Andrés geht auf einen Chorherrn der Kathedrale von Ávila zurück, der im 16. Jahrhundert ein Pilgerhospiz stiftete. Bemerkenswert ist das steinerne und wappengeschmückte Portal in der ansonsten schmucklos gestalteten und verputzten Fassade.
- Die Gerichtssäule (rollo) mit ihren vier in alle Himmelsrichtungen ausgreifenden Armen erinnert an die Ernennung Colmenars zur Stadt (villa) im Jahr 1393.
- Das Rathaus (ayuntamiento) befindet sich in einem aus Ziegel- und Natursteinen errichteten Gebäude des 19. Jahrhunderts.

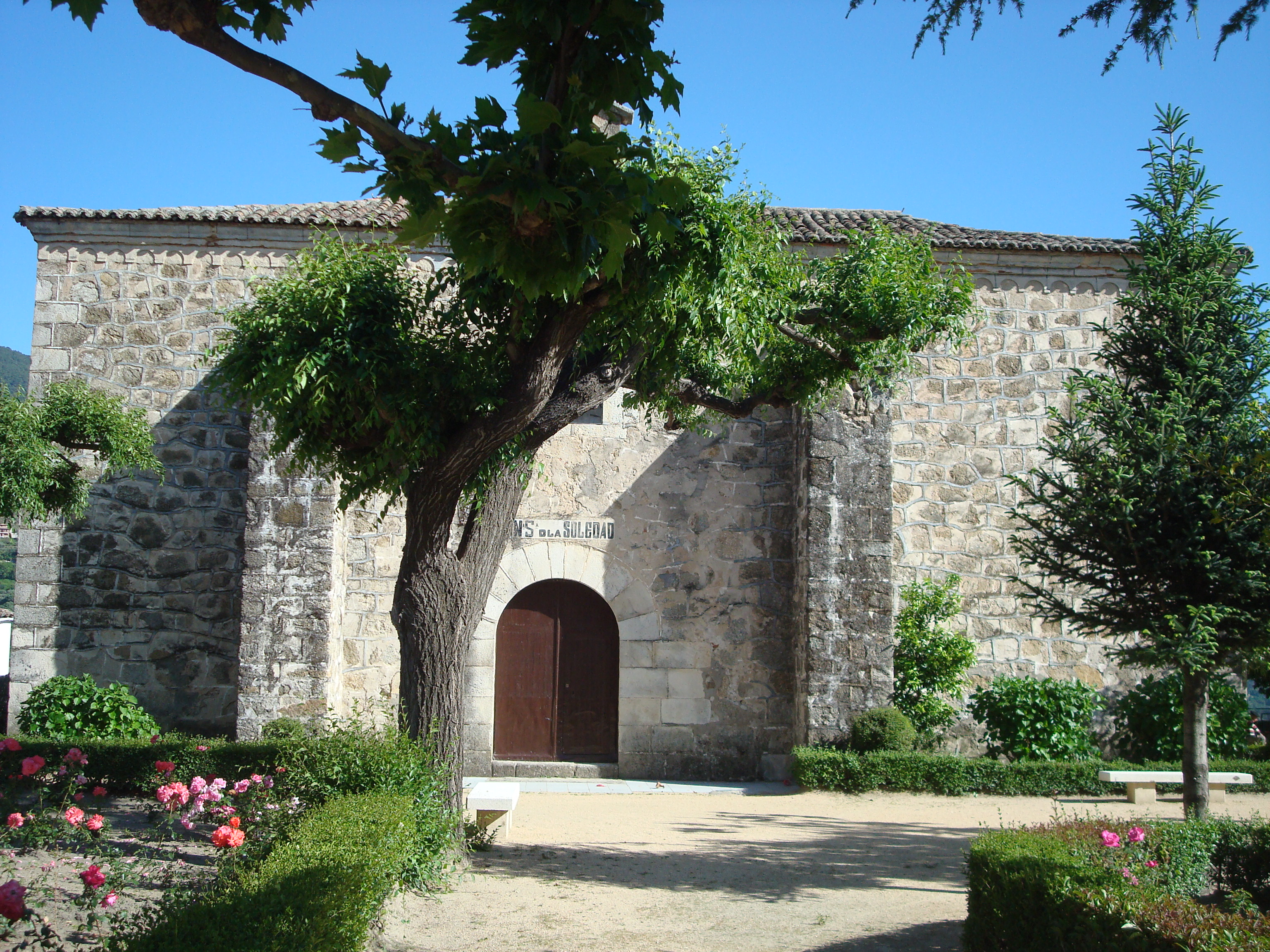
Ermita de Soledad
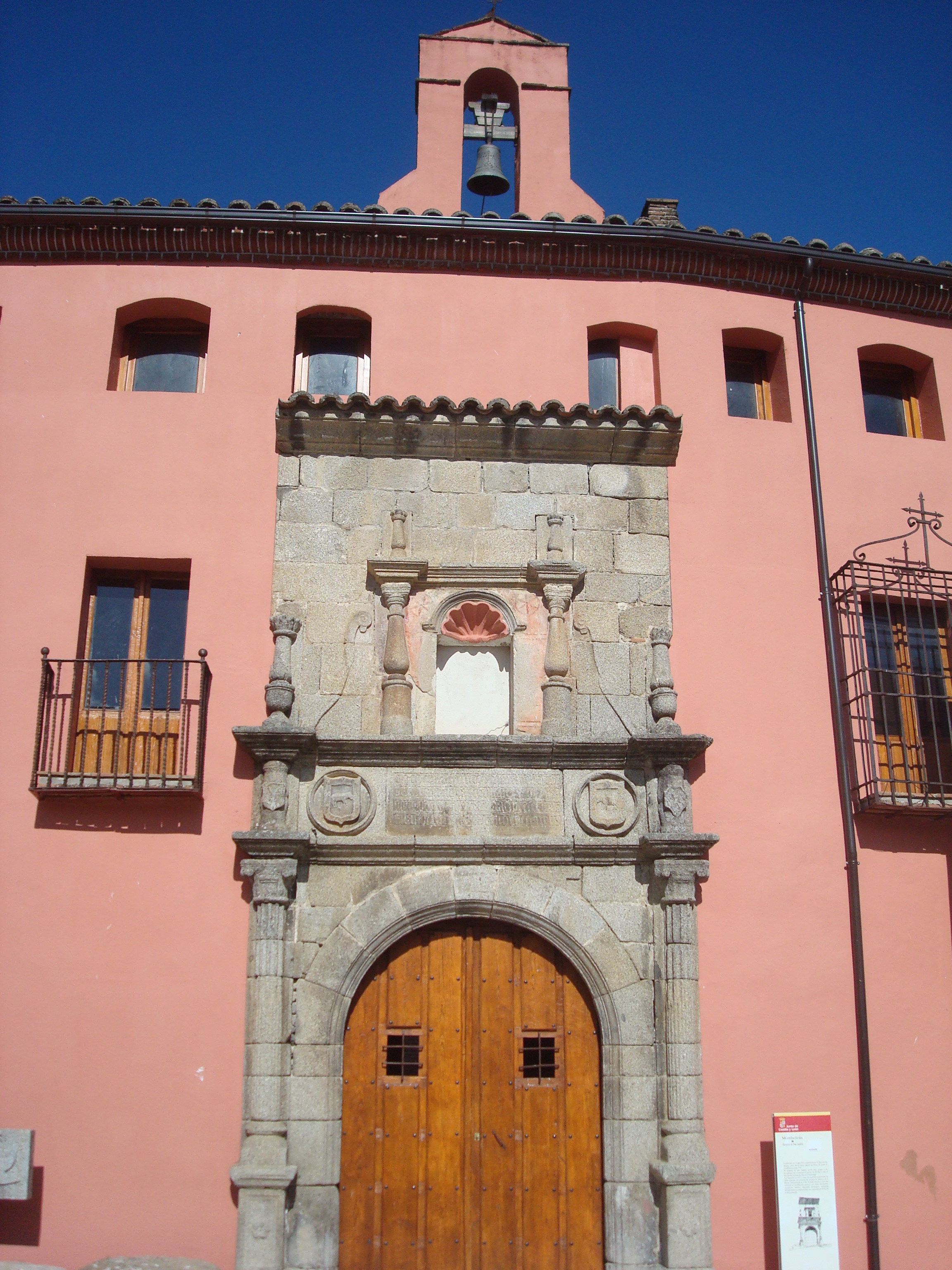
Fassade des Pilgerhospizes
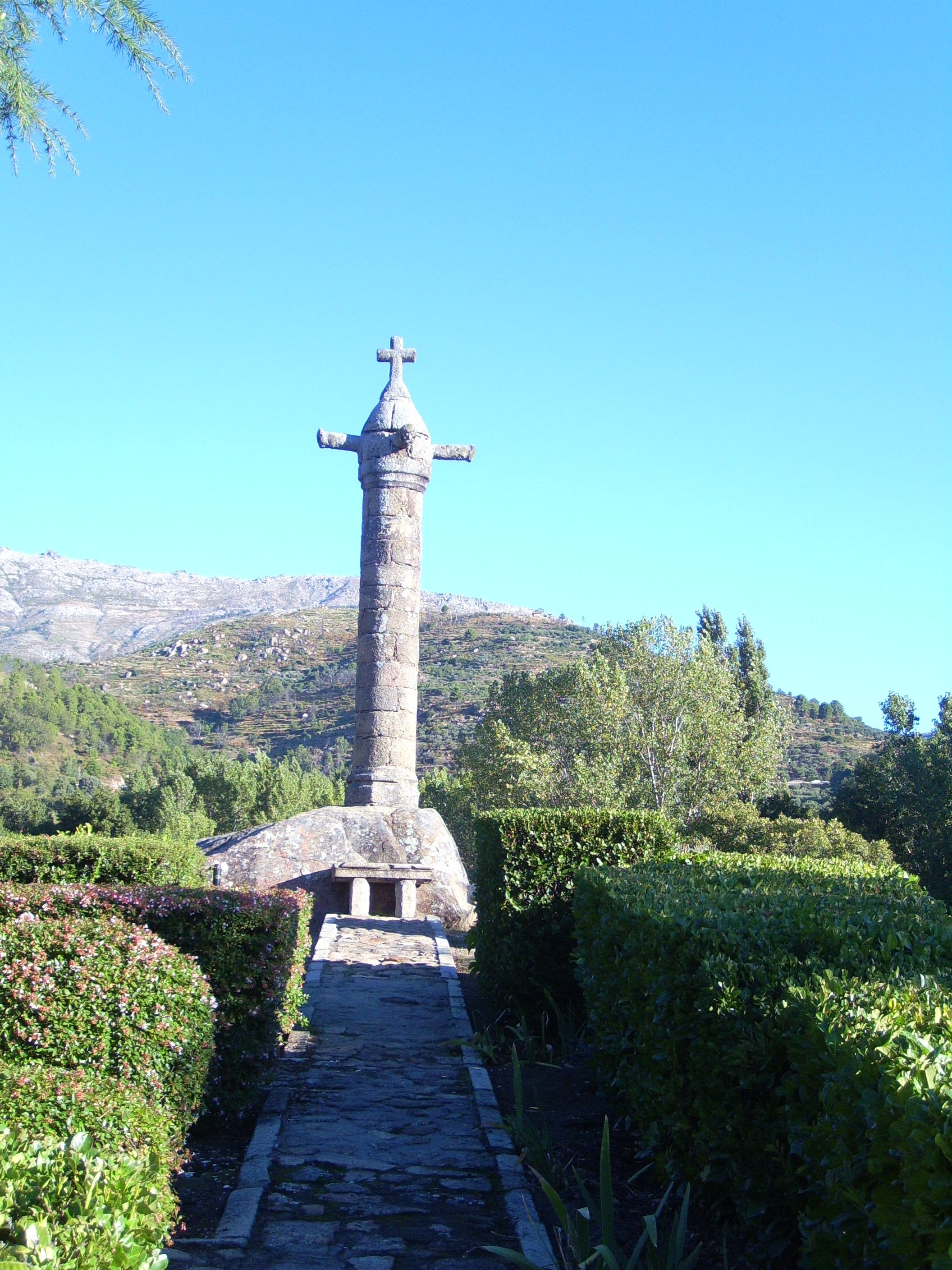
rollo oder picota
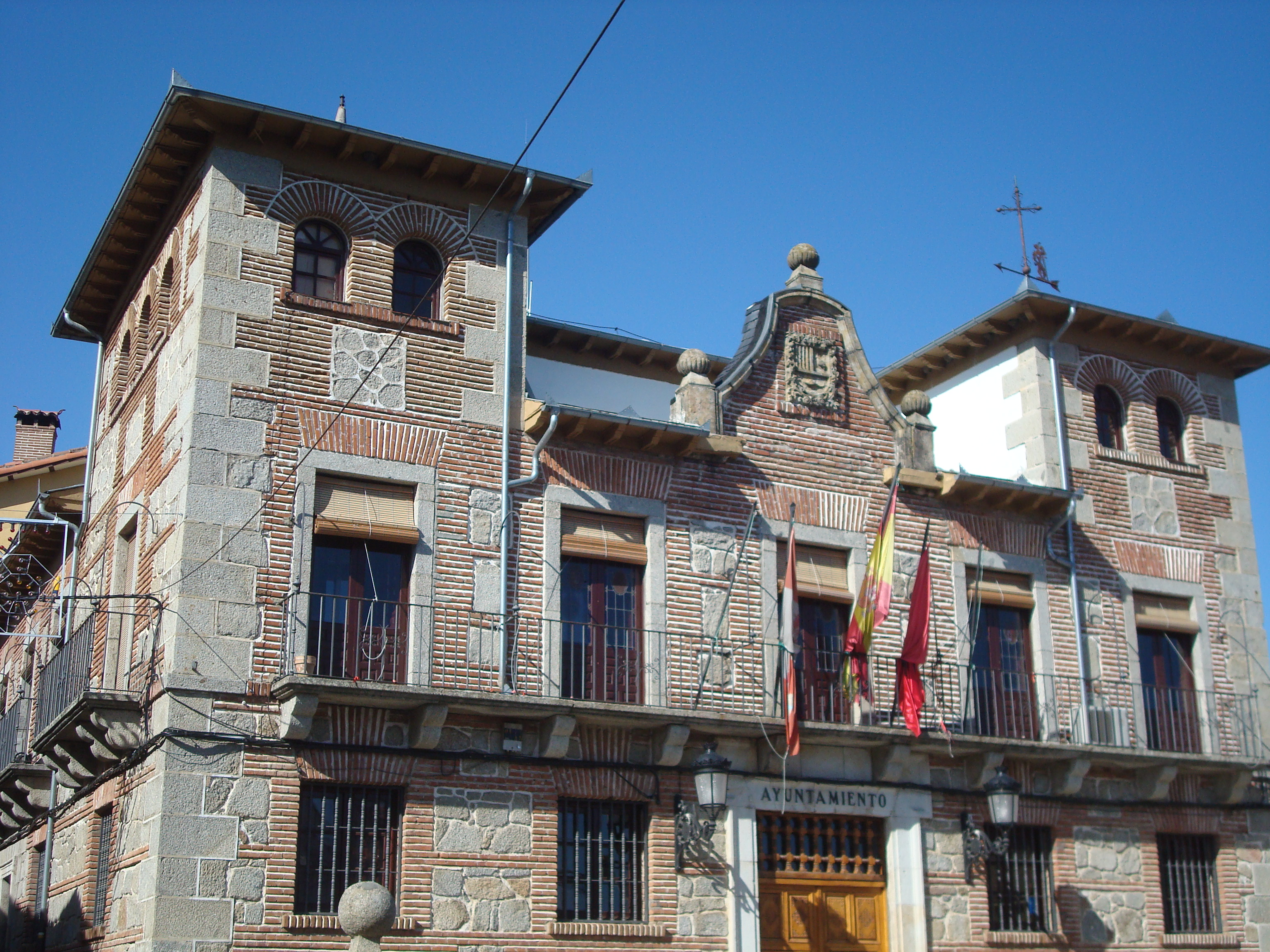
Rathaus (ayuntamiento)
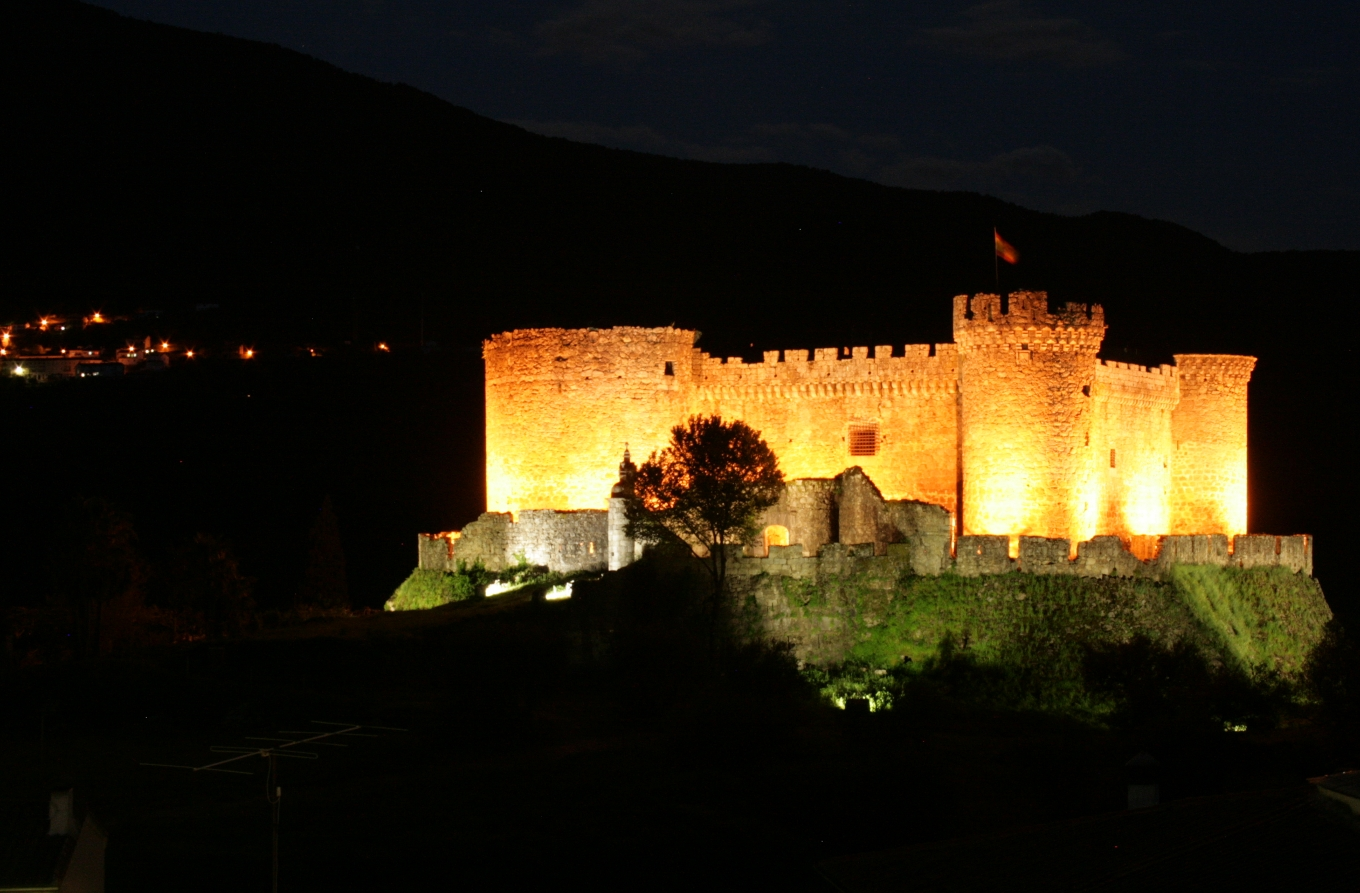
Burg bei Nacht